# 石原壮馬
石原 壮馬（いしはら そうま、1996年7月5日 - ）は、日本の元俳優。熊本県出身。
ドリフェス! 5次元アイドル応援プロジェクト『DearDream』、元劇団プレステージのメンバーであり、アミューズに所属していた。

## 人物
- 2歳上の姉、1歳下の弟、8歳下の弟がいる4人姉弟の長男である[5]。
- 靴のサイズは、27.5cm[1]。
- 趣味は、筋トレ、人間観察、映画鑑賞、カメラ、読書、温泉[1][2]。
- 特技は、フットサル、走ること[1]。

## 出演
役名の太字は主演作品。

### テレビドラマ
- ウチの夫は仕事ができない 第1話（2017年7月8日、日本テレビ） - イベント会社・マックスエンターテインメントの社員 役
- 電影少女 -VIDEO GIRL MAI 2019-（2019年4月12日 - 6月21日、テレビ東京） - 藤沢亮太 役
- ドラマ×マンガ お父さんと私の"シベリア抑留"〜「凍りの掌（て）」が描く戦争〜（2019年8月10日、NHK BSプレミアム）

### 配信ドラマ
- 君は放課後、宙を飛ぶ （2018年8月5日 - 9月9日、ひかりTV・dtv） - 葉山リゲル 役
- 恋する品川くん（2019年4月17日 - 24日、IGTV） - 青木ユウタ 役

### 映画
- 斉木楠雄のΨ難（2017年10月21日、監督：福田雄一） - 不良C 役
- 任侠学園（2019年9月27日、監督：木村ひさし） - 牧原伸 役
- AI探偵（2019年10月18日、監督：千葉誠治） - 小林琢磨 役

### 舞台
- 俺と世界は同じ場所にある（2015年12月15日- 20日、シアター711、アミューズ） - ドテ 役[6]
- もっと歴史を深く知りたくなるシリーズ 第6弾 舞台『ジョン万次郎』（2018年6月14日 - 24日、EX THEATER ROPPONGI） - 五右衛門 役[7]
- RISU PRODUCE vol.21「イキザマ３」（2018年12月5日 - 9日、東京芸術劇場 シアターウエスト） - 主演・野瀬浩之 役[注釈 1]
- 紫猫のギリ（2019年1月23日 - 2月3日、シアターグリーン BOX in BOX THEATER / 3月1日 - 3日、ABCホール）- 主演・ギリ 役
- アルプススタンドのはしの方 （2019年6月5日 - 16日、浅草九劇） - 藤野富士夫 役

#### 劇団プレステージの舞台
- 劇団プレステージ 第9回公演「WORLD'S ENDのGIRLFRIEND」（2015年2月8日 - 22日、CBGKシブゲキ!!、アミューズ）
- 劇団プレステージ 番外公演「『ゼツボー荘』より愛を込めて ぶち壊す!!!!!」（2015年4月21日 - 29日、千本桜ホール、アミューズ） - 主演・丸尾太一 役
- 劇団プレステージ 第10回公演「Have a good time?（再演）」（大阪公演：2015年8月8日 - 9日、森ノ宮ピロティホール / 東京公演：2015年8月12日 - 23日、紀伊國屋サザンシアター、アミューズ）
- 劇団プレステージ第12回公演「URA!URA!Booost」（2017年8月16日 - 27日、紀伊國屋サザンシアター、アミューズ）
- 劇団プレステージ第2回企画公演「僕を狂わす三億円」（2018年4月22日 - 29日、恵比寿・エコー劇場、アミューズ）
- 劇団プレステージ第13回公演「ディペンデントデイ〜7人の依存症〜」（2018年8月1日 - 12日、CBGKシブゲキ!!、アミューズ） - 優星 役

### CM
- SoftBank iPhone 6s『教室で噂話』篇（2015年9月25日 -）[8]
- 三井住友銀行『新しくなってる』篇（2018年10月27日 -）

### テレビアニメ
- アニメ『ドリフェス!』（インターネット放送：2016年9月23日 - 12月16日 / テレビ放送：2016年10月7日 - 12月23日、BN Pictures） - 天宮奏（声・モーションアクター[9][10]） 役[11]
- アニメ『ドリフェス!R』（インターネット放送：2017年8月23日 - 11月8日、 / テレビ放送：2017年10月6日 - 、BN Pictures） - 天宮奏（声・モーションアクター） 役
- アニメ『働くお兄さん!』第8話・第9話（2018年3月2日・9日 、Tomovies） - ロバ辺先輩、コウ盛先輩[12]
- アニメ『働くお兄さん!の2!』第2話・第4話・第12話（2018年7月13日・27日・9月21日 、Tomovies） - カバ、コウ盛先輩 役

### バラエティ番組
- 猫のひたいほどワイド（2016年10月17日 - 2019年3月25日、テレビ神奈川） - 猫の手も借り隊 月曜日リポーター[注釈 2][13]

### ラジオ
- ドリフェス!ラジオ（2015年12月10日 - 2018年10月13日、アニメイトタイムズ）[14]
- 渋谷のラジオの学校（2016年 - 2018年、コミュニティFM 渋谷のラジオ）

### インターネット放送
- 劇団プレステージ（2013年4月23日 - 、STOLABO TOKYO USTREAMチャンネル）[15]
- DearDreamの五色丼（2016年3月16日・9月28日、STOLABO TOKYO USTREAMチャンネル）[15]
- ニコニコ生放送番組『電波ラボラトリー』（2016年6月9日・2017年3月2日、ニコニコ生放送）
- 熱血!ハンサム塾（2016年9月6日・11月7日・11月25日、STOLABO TOKYO USTREAMチャンネル）[15]
- アニメイトチャンネル『ドリフェス!研究室』（2016年10月6日 - 2017年12月7日、アニメイトチャンネル）[16]
- アニメイトチャンネル『ドリフェス!振り返りトーク番組』（2016年10月24日・12月26日、アニメイトチャンネル）
- 劇団プレステージ 24時間耐久ストラボ 〜愛・忘年会〜（2016年12月23日 - 24日、STOLABO TOKYO USTREAMチャンネル）
- 『ドリフェス!』スペシャル サイコ―超えてる!ミラクル☆ステージ（2016年12月30日、アニメイトチャンネル）
- スペシャのヨルジュウ♪（2017年3月1日、スペースシャワーTV）
- 時限ドラマバラエティ ACTORS FRESH!（2017年10月6日 - 2018年3月29日、FRESH!）
- 生ドラマバラエティ ACTORS FRESH! -infinity ∞ story-（2018年4月6日 - 7月5日、FRESH!）
- ドリフェス!部（2018年4月18日 - 9月27日、バンダイチャンネル）
- Mission in B.A.C（2018年8月7日、LINE LIVE）
- &CAST!!!アワー ラブランチ!ザ・サンデー（2018年9月9日 - 、超!A&G+）

### ライブ・イベント
- Amuse Presents HANDSOME FESTIVAL 2016（2016年12月17日 - 18日、TOKYO DOME CITY HALL / 12月29日、東京国際フォーラム ホールA、アミューズ）[17]
- 猫のひたいほどワイド 祝1周年感謝祭〜出会えた奇跡乾杯〜（2017年3月26日、関内ホール 大ホール、ヨーロッパ企画）[18]
- 2017 tvk秋じゃないけど収穫祭 『猫のひたいほどワイド』トークショー（2017年5月28日、横浜公園）
- Act Against AIDS『THE VARIETY 25』〜絶好調俳優大熱唱! 本物聴かせますミュージシャン!〜（2017年12月1日、日本武道館）
- Amuse Presents HANDSOME FILM FESTIVAL 2017（2017年12月25日 - 27日、TOKYO DOME CITY HALL、アミューズ）[19]
- 猫のひたいほどワイド 祝2周年感謝祭〜お雛様からの挑戦状〜（2018年3月3日、藤沢市民会館 大ホール、ヨーロッパ企画）
- ミミーの日だからおごってよ! 2018（2018年4月1日、ユーロライブ）
- 2018 tvk秋じゃないけど収穫祭〜ジモトイロ〜（2018年5月27日、日本大通り 特設ステージ）
- 舞台『ジョン万次郎』開幕直前インストアトークイベント（2018年6月6日、Mt.RAINIER HALL SHIBUYA PLEASURE PLEASURE）
- DVD『Amuse Presents HANDSOME FILM FESTIVAL 2017』発売記念ハイタッチ会（2018年7月7日、HMV&BOOKS SHIBUYA）
- ドラマ『君は放課後、宙を飛ぶ』完成記念『君宙ゼミ 夏の集中講座〜予習・復習大事だよ!〜』プレミアム上映イベント（2018年8月5日、日本教育会館）
- もっと歴史を深く知りたくなるシリーズ 第6弾 舞台『ジョン万次郎』DVD発売記念イベント（2018年11月4日、ユナイテッド・シネマ アクアシティお台場）
- Act Against AIDS 2018『THE VARIETY 26』〜遂に!俳優だけの武道館ライブ!!…大丈夫なのか〜〜!?〜（2018年12月1日、日本武道館）
- 猫のひたいほどワイド 祝3周年感謝祭〜バッジより大切なもの〜（2019年3月9日、関内ホール 大ホール、ヨーロッパ企画）

#### 劇団プレステージ関連のイベント
- Prestage Party at PIT〜てんやわんやの大感謝祭〜（2015年11月3日、豊洲PIT、アミューズ）
- 渋谷のラジオの学校プレゼンツ!集まれ野武士フェスティバル‼〜渋ラジSOUL 2016 夏の陣〜 / フレッシュマンへの挑戦状〜東京の陣〜（2016年8月11日、恵比寿ガーデンプレイス、アミューズ）
- 劇団プレステージ 全国握手旅 2017（2017年4月8日・4月9日・5月20日・5月21日、アミューズ）
- Prestage Party at 赤坂プリッツ〜真夏のオールスター感謝祭〜（2017年7月16日 - 17日、赤坂BLITZ、アミューズ）

#### ドリフェス!関連のライブ・イベント
- 池袋縦断!カードラリーイベント『Miracle Greeting 01』（2015年11月7日 - 8日、ナムコ・ナンジャタウン）
- AnimeJapan 2016（2016年3月26日、東京ビッグサイト）
- DearDream デビューシングル『NEW STAR EVOLUTION』発売記念イベント「壮馬がゆく ドリフェス!全国行脚の旅」（2016年4月2日、タワーレコード新宿店 / 4月2日、アニメイト渋谷店 / 4月3日、アニメイト新潟店 
/ 4月9日、アニメイト仙台店 / 4月10日、アニメイト札幌店 /  4月16日、アニメイト広島店 / 4月17日、アニメイト高松店 / 4月30日、アニメイト大阪日本橋店 / 4月30日、アニメイト名古屋店 
/ 5月1日、HMV&BOOKS TOKYO / 5月1日、アニメイト新宿店 / 6月4日、アニメイト福岡天神店）[20]
- ドリフェス!カード発売記念イベント（2016年6月18日、アニメイト秋葉原店）
- ドリフェス!ファンミーティング01〜応援で叶える1stステージ!〜（2016年6月26日、サイエンスホール）
- アニメ『ドリフェス!』〜応援を届ける上映会〜（2016年9月23日、シネマート新宿）
- DearDream 2ndシングル発売記念ライブ『Miracle☆Greeting!02』（2016年10月1日、池袋サンシャインシティ 噴水広場）
- AGF 2016（2016年11月5日 - 6日、池袋サンシャインシティ 文化会館2階Dホール）
- ANIMAX MUSIX 2016 YOKOHAMA（2016年11月23日、横浜アリーナ）
- 『ドリフェス!』Blu-ray&DVD発売記念イベント〜奏の部屋〜（2016年12月3日、アニメイトAKIBAガールズステーション）
- LisOeuf♪Party! 2016 - WINTER -（2016年12月6日、TOKYO DOME CITY HALL)[21]
- ドリフェス!ファンミーティング02〜感謝をとどける2ndステージ!!〜（2017年1月7日 - 8日、ニッショーホール）
- AnimeJapan 2017（2017年3月25日、東京ビッグサイト）
- DearDream 1stフルアルバム『Real Dream』発売記念イベント「DearDreamがゆく 全国行脚の旅」（2017年3月4日、アニメイト名古屋店 / 3月5日、アニメイト大阪日本橋店 / 3月18日、アニメイト札幌店  
/ 3月19日、アニメイト仙台店 / 4月1日、サイエンスホール）[22]
- DearDream 1st LIVE『Real Dream』(2017年5月4日、Zepp DiverCity Tokyo）
- 『ドリフェス!』アニメ1stシーズン上映会（2017年6月9日、新宿ピカデリー）
- Original Entertainment Paradise-おれパラ- 10th Anniversary 〜ORE!!SUMMER〜（2017年7月15日、富士急ハイランド コニファーフォレスト）[23]
- BILIBILI WORLD 2017（2017年7月23日、上海万博展覧館）
- ドリフェス!ファンミーティング03『D-Fourプロダクション大運動会』（東京公演：2017年9月17日 - 18日、日本青年館 / 大阪公演：2017年9月29日 - 9月30日、堂島リバーフォーラム）
- ハロウィン フェス 2017『ジャック・オー・ランド』（2017年10月21日 - 22日、横浜アリーナ）
- 第14回 東京国際ミュージック・マーケット（2017年10月24日、TSUTAYA O-EAST）
- DearDream & KUROFUNE ニューシングル発売記念イベント「DearDream & KUROFUNEがゆく 全国行脚の旅」（2017年10月29日、アニメイト広島店 / 11月11日、アニメイト町田店 / 11月12日、アニメイト横浜店）
- AGF 2017〜ドリフェス!Miracle☆Greeting!03〜（2017年11月3日、池袋サンシャインシティ 噴水広場）
- LisOeuf♪ Party 2017 - AUTUMN -（2017年11月4日、日本青年館ホール）
- BREAK OUT祭 2017 -autumn-（2017年11月19日、Zepp Tokyo）
- ドリフェス!R BD・DVD発売記念イベント『ちょっとDearDream‼ 私の質問、答えなさいよ!』（2017年12月3日、アニメイトAKIBAガールズステーション）
- DearDream 1st LIVE TOUR 2018『ユメノコドウ』（東京公演：2018年1月10日、TOKYO DOME CITY HALL / 福岡公演：1月13日、ソレイユホール / 大阪公演：1月20日、Zepp Osaka Bayside / 
愛知公演：2月11日、一宮市民会館 / 神奈川公演：2月25日、パシフィコ横浜）
- ドリフェス! presents『BATTLE LIVE KUROFUNE vs DearDream』（2018年2月3日 - 4日、なかのZERO 大ホール）
- ワンダーフェスティバル  2018 冬（2018年2月18日、幕張メッセ 国際展示場1-8ホール）
- TVアニメ『働くお兄さん!』Music Selection 履歴書01 リリースイベント『働くDearDream!』（2018年5月19日、サイエンスホール）
- TVアニメ『働くお兄さん!の2!』先行上映会（2018年7月1日、有楽町オルタナティブシアター）
- D-Four感謝祭 Miracle☆Carnival 2018 ドリフェス!R in ナンジャタウン スペシャルトークイベント（2018年7月7日、ナムコ・ナンジャタウン）
- Animelo Summer Live 2018 "OK!"（2018年8月24日、さいたまスーパーアリーナ）
- ドリフェス! Presents FINAL STAGE at NIPPON BUDOKAN『ALL FOR TOMORROW!!!!!!!』（2018年10月20日- 21日、日本武道館）

### ゲーム
- ライブリズムアプリ『ドリフェス!/ドリフェス!R』（2016年5月25日 - 2018年5月1日） - 天宮奏 役
- データカードダス 『ドリフェス!/ドリフェス!R』（2016年11月24日 - 2018年3月28日） - 天宮奏 役

### その他
- 2.5次元アイドル応援プロジェクト『ドリフェス!』（2015年10月9日 -） - 天宮奏 役[11]

## 作品

### CD
- 2.5次元アイドル応援プロジェクト『ドリフェス!』 DearDreamデビューシングル『NEW STAR EVOLUTION』（2016年3月16日、バンダイビジュアル）[24]
- 2.5次元アイドル応援プロジェクト『ドリフェス!』 DearDream 2ndシングル『PLEASURE FLAG / シンアイなる夢へ!』（2016年9月28日、バンダイビジュアル）
- 2.5次元アイドル応援プロジェクト『ドリフェス!』ミニアルバム『Welcome To D-Four Production』（2016年11月2日、ランティス）
- HANDSOME FESTIVAL 2016 予習Sound Track（2016年11月23日、アミューズ）
- 2.5次元アイドル応援プロジェクト『ドリフェス!』オリジナルサウンドトラック（2017年1月11日、ランティス）
- 2.5次元アイドル応援プロジェクト『ドリフェス!』 DearDream 1stアルバム『Real Dream』（2017年2月22日、ランティス）
- 2.5次元アイドル応援プロジェクト『ドリフェス!』ミニアルバム2『Catch Your Yell!!』（2017年4月26日、ランティス）[25]
- 5次元アイドル応援プロジェクト『ドリフェス!R』 DearDream 3rdシングル『ユメノコドウ / 真夏色ダイアリー』（2017年9月27日、ランティス）
- 5次元アイドル応援プロジェクト『ドリフェス!R』 DearDream & KUROFUNE シングル『ALL FOR SMILE!』（2017年10月25日、ランティス）
- SHUFFLE LIVE 01（2018年1月31日、ランティス）
- TVアニメ『働くお兄さん!』Music Selection 履歴書01（2018年4月25日、ランティス）
- 5次元アイドル応援プロジェクト『ドリフェス!R』DearDream 2ndアルバム『ALL FOR TOMORROW!!!!!!!』（2018年8月22日、ランティス）

### 映像ソフト
- Amuse Presents HANDSOME FESTIVAL 2016（2017年6月14日、アミューズソフトエンタテインメント）
- Blu-ray&DVD『働くお兄さん!』（2018年6月29日、ムービック）
- Amuse Presents HANDSOME FILM FESTIVAL 2017（2018年7月7日、アミューズソフトエンタテインメント）
- Blu-ray&DVD『働くお兄さん!の2!』（2018年10月26日、ムービック）
- もっと歴史を深く知りたくなるシリーズ 第6弾 舞台『ジョン万次郎』（2018年11月上旬、アミューズソフトエンタテインメント）
- Blu-ray&DVD『君は放課後、宙を飛ぶ』（2018年11月2日、ハピネット）

#### 劇団プレステージの映像ソフト
- 劇団プレステージ 第9回公演『WORLD'S ENDのGIRLFRIEND』（2015年6月中旬、アミューズソフトエンタテインメント）
- 劇団プレステージ 第10回公演『Have a good time?（再演）』（2015年11月30日、アミューズソフトエンタテインメント）
- 劇団プレステージ 第12回公演『URA!URA!Booost』（2017年12月25日、アミューズソフトエンタテインメント）
- 時限ドラマバラエティ ACTORS FRESH! -Episode1（2018年2月中旬、アミューズソフトエンタテインメント）
- 劇団プレステージ第2回企画公演『僕を狂わす三億円』（2018年7月下旬、アミューズソフトエンタテインメント）

#### ドリフェス!の映像ソフト
- 『ドリフェス!1』Blu-ray&DVD（2016年12月2日、ハピネット）[26]
- 『ドリフェス!2』Blu-ray&DVD（2017年1月6日、ハピネット）[26]
- 『ドリフェス!3』Blu-ray&DVD（2017年2月2日、ハピネット）[26]
- 『ドリフェス!4』Blu-ray&DVD（2017年3月2日、ハピネット）[26]
- 『ドリフェス!5』Blu-ray&DVD（2017年4月4日、ハピネット）[26]
- 『ドリフェス!6』Blu-ray&DVD（2017年5月2日、ハピネット）[26]
- 2.5次元アイドル応援プロジェクト『ドリフェス!』Music Clip Blu-ray Documentary of DF Project（2017年4月26日、ランティス）[25]
- 『ドリフェス!R1』Blu-ray&DVD（2017年12月2日、ハピネット）
- 『ドリフェス!R2』Blu-ray&DVD（2018年1月6日、ハピネット）
- 『ドリフェス!R3』Blu-ray&DVD（2018年2月2日、ハピネット）
- DearDream 1st LIVE『Real Dream』Blu-ray（2018年2月21日、ランティス）
- 『ドリフェス!R4』Blu-ray&DVD（2018年3月2日、ハピネット）
- 5次元アイドル応援プロジェクト『ドリフェス!R』ドリフェス! presents BATTLE LIVE KUROFUNE vs DearDream LIVE Blu-ray（2018年9月12日、ランティス）
- 5次元アイドル応援プロジェクト『ドリフェス!R』ドリフェス! presents DearDream 1st LIVE TOUR 2018『ユメノコドウ』LIVE Blu-ray（2018年10月17日、ランティス）
- 5次元アイドル応援プロジェクト『ドリフェス!』Presents FINAL STAGE at NIPPON BUDOKAN『ALL FOR TOMORROW!!!!!!!』LIVE Blu-ray（2019年4月3日、ランティス）
- 『ドリフェス!研究室&ドリフェス!部 Special Edition』Blu-ray（2019年5月21日、アミューズソフトエンタテインメント）

### 書籍
- ドリフェス!オフィシャルサポーターブック（2016年11月30日、KADOKAWA アスキー・メディアワークス）[27]
- SPECIAL PHOTO COLLECTION -THE LIVE-（2018年7月中旬、アミューズ）

### カレンダー
- 石原壮馬 2019年 日めくりカレンダー（2019年3月23日、アミューズ）